# Christoph Eidens
Christoph Eidens (* 4. Juni 1958 in Duisburg; † 2. Februar 2005 in Köln) war ein deutscher Jazz-Vibraphonist.
Eidens spielte zunächst Gitarre und Klavier, bevor er zum Vibraphon wechselte. Er studierte an der Musikhochschule Dortmund Perkussion mit dem Schwerpunkt Mallet Percussion. Bei Gastspielen in den USA trat er u. a. mit Andy Middleton, Randy Brecker, Ron McClure und Steve Rudolph auf. Er tourte mit Gruppen wie Supersession, Mallet Madness (mit Tony Miceli), Tim Isfort Orchestra und der WDR Big Band Köln und spielte Aufnahmen ein mit George Gruntz, Eckard Koltermann, Claudio Puntin, Ack van Rooyen und Peter Fessler. Außerdem leitete er ein Trio mit dem Bassisten Martin Gjakonovski und dem Schlagzeuger Felix Astor. 

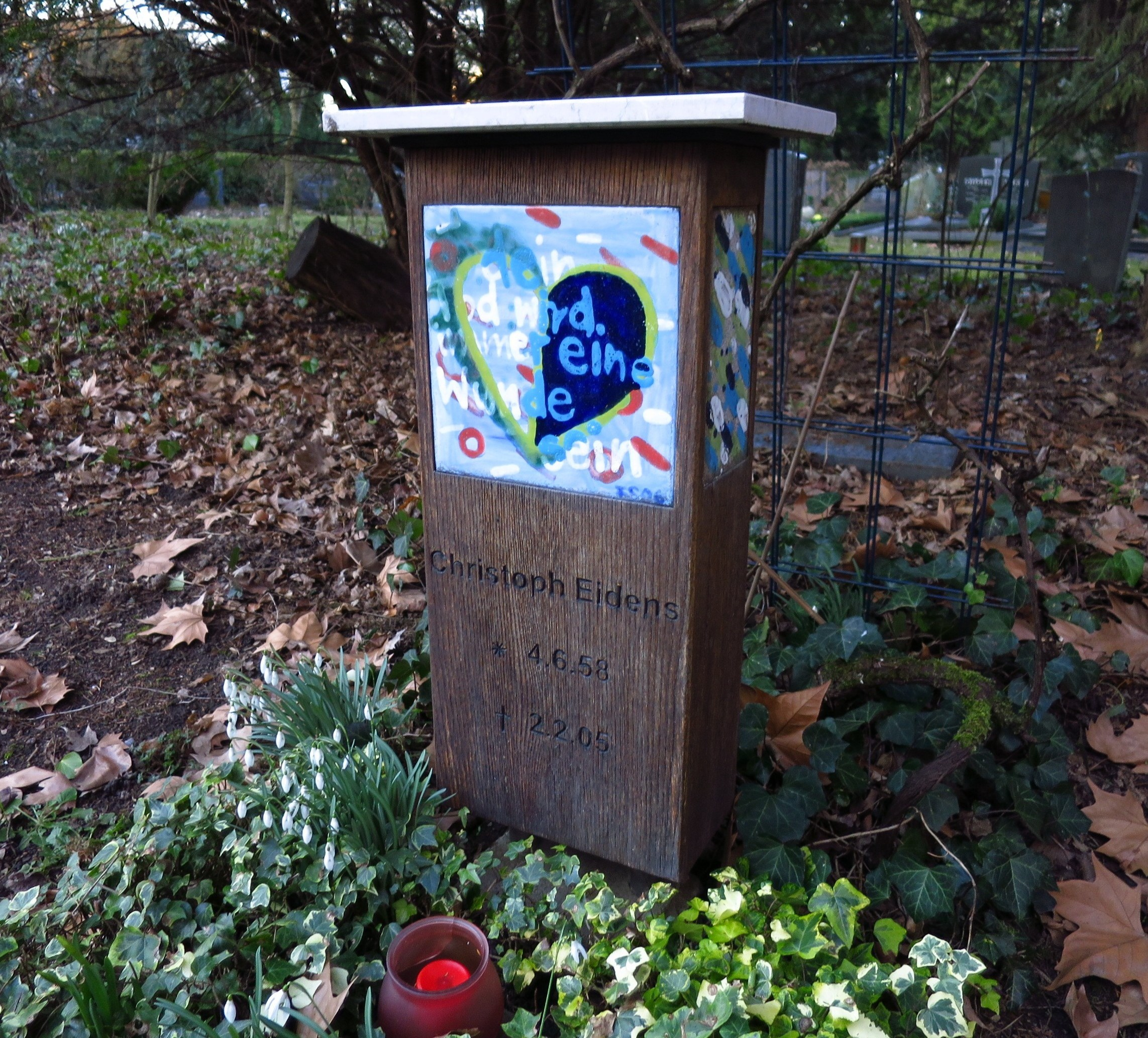
Grab Nordfriedhof Köln

1998 erschien sein Album Cameroon Dance (mit Danny Gottlieb, Andy Middleton, Dietmar Fuhr, Ted Kumpel, Norbert Scholly, Heinz Hox und Catherine Birrer). Mit der Gruppe Tropicville (mit Hans Steinmeier, Felix Petry, Ron van Stratum, Renis Mendoza und Martin Scheer) entstand das Album ChaChaBlue. Als einer der Gründer der Cologne Jazz Association, einer Organisation der Kölner Jazzmusiker, galt er über lange Jahre als „eine der zentralen Persönlichkeiten der Kölner Jazzszene.“
Eidens starb 2005 nach langer, schwerer Krankheit im Alter von 46 Jahren. Seine Grabstätte befindet sich auf dem Kölner Nordfriedhof (Flur 5a).